# Dejan Jaković
Dejan Jaković (Karlovac, R.F.S. Yugoslavia, 16 de julio de 1985) es un futbolista Serbio  nacionalizado canadiense, perteneciente a la etnia serbocroata. Juega de posición de Defensa y su equipo actual es Forge Football Club de la Major League Soccer.

## Primeros años
Nacido en Karlovac, República Socialista de Croacia antes de la desintegración de Yugoslavia, Jaković fue trasladado por sus padres a Canadá a la edad de seis años tras el estallido de la Guerra de Independencia de Croacia en 1991. Se establecieron en Etobicoke, parte del área metropolitana de Toronto.
Jaković se dedicó al fútbol de asociación en Canadá. Fue un ganador de cuatro años en Scarlett Heights Academy, y fue nombrado MVP del equipo como junior y senior, capitaneando equipos tanto de interior como de exterior. Jugó en el programa juvenil nacional canadiense y también para Woodbridge Strikers, dos veces ganador de la Ontario Cup, bajo la dirección de Bob Graham. Fue miembro del equipo que compitió en la Copa Dallas 2004 , jugó con su excompañero de equipo de la UAB Lukasz Kwapisz.
A la edad de dieciocho años, Jaković tuvo un juicio con OFK Belgrado, pero no fue fichado por el equipo.

### Universidad
Después de no poder formar parte del equipo de la OFK, Jaković aceptó una beca para la Universidad de Alabama en Birmingham y pasó a jugar cuatro años de fútbol universitario con los Blazers.
En 2007, jugó con los Brampton City United de la Canadian Soccer League, donde fue seleccionado para el juego Locust CSL All Star.

## Trayectoria

### Estrella Roja de Belgrado
El 28 de junio de 2008, Jaković se unió al Estrella Roja de Belgrado antes de la temporada 2008-09 después de completar con éxito una prueba con el equipo. Firmó oficialmente con el club el 30 de junio de 2008.
Jaković hizo tres aperturas en la liga al comienzo de la temporada con el entrenador en jefe Zdeněk Zeman. Sin embargo, tras un cambio de entrenador el 6 de septiembre, Jaković perdió su puesto en el equipo y no pudo registrar una sola aparición en la liga tras el nombramiento de Čedomir Janevski como nuevo entrenador.
En las vacaciones de invierno de 2008-09, Estrella Roja comenzó a buscar opciones para trasladar a Jakovic. En diciembre de 2008 se informó que sería enviado al Fudbalski Klub Rad Belgrado junto con Marko Blažić, otro jugador que comenzó con Zeman pero que había jugado escasamente desde que Janevski asumió el cargo, como parte de un acuerdo para llevar al defensor Nemanja Pejčinović al Estrella Roja. Sin embargo en febrero de 2009, los equipos no habían anunciado ningún cambio, y Jakovic todavía estaba en la lista de jugadores del club que comenzaron los preparativos para la segunda mitad de la temporada. 

### DC United

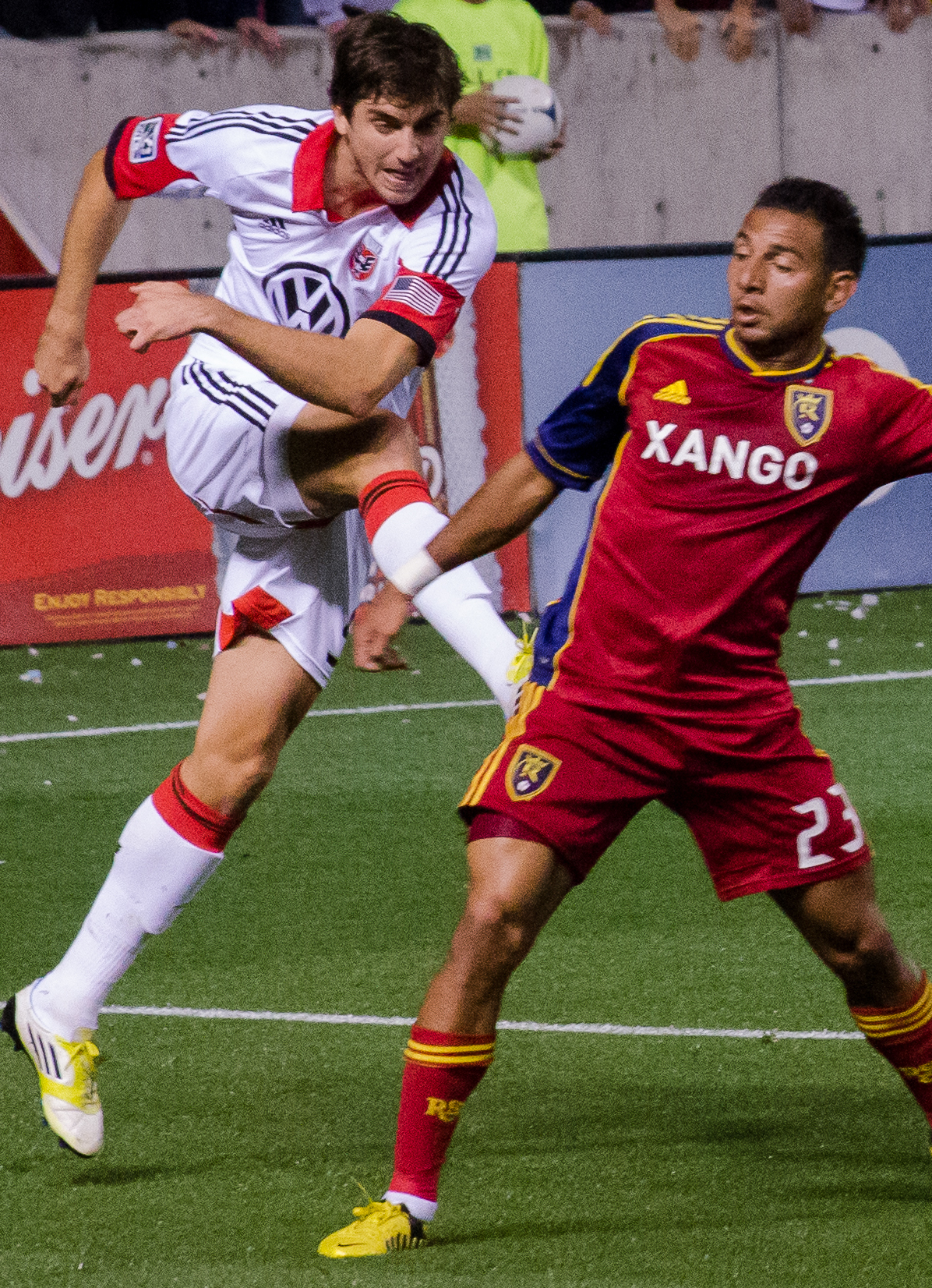
Jaković en 2012

Jaković fichó por el D.C. United de la Major League Soccer el 27 de febrero de 2009. Anotó su primer gol con el club el 26 de mayo de 2012 contra el New England Revolution, el partido terminó con una victoria por 3-2 en casa. Jaković firmó una extensión de contrato con D.C. United después de la temporada 2012.

### Shimizu S-Pulse
Jaković firmó con el club japonés Shimizu S-Pulse el 14 de enero de 2014, pero  fue liberado el 5 de febrero de 2017.

### New York Cosmos
En marzo de 2017, Jaković firmó con el New York Cosmos de la North American Soccer League.

### Los Ángeles FC
Jaković regresó a la máxima categoría cuando firmó con el club de expansión de la MLS Los Angeles FC en enero de 2018. Jaokvic haría su debut en un partido contra los Seattle Sounders durante la apertura de la temporada 2018. Volvió a firmar con el club en enero de 2019 antes de que iniciara la temporada de la MLS. 
Se mudó cedido a Las Vegas Lights el 7 de junio de 2019. Fue llamado tres semanas después, el 28.  La opción de Jakovic para la temporada 2020 fue rechazada por Los Ángeles, pero firmó un nuevo contrato con el club en diciembre de 2019.

### Forge FC
El 13 de mayo de 2021, Jaković firmó con el Forge FC, campeón defensor de la Canadian Premier League.

## Selección nacional
Jaković hizo su debut con la Selección de fútbol de Canadá el 30 de enero de 2008 contra Martinica. Más tarde, en 2008, jugó cinco partidos internacionales para la selección sub-23 en el Torneo Preolímpico Masculino de CONCACAF 2008, durante el cual Canadá terminó tercero, un lugar fuera de la clasificación. Jaković también fue elegido en la lista de 23 jugadores para la Copa Oro de la CONCACAF 2009; Canadá ganó el Grupo A con 7 puntos antes de ser eliminado por Honduras en los cuartos de final. 
Jaković fue seleccionado para la Copa Oro 2011, sin embargo sufrió una lesión en el tendón de la corva una semana antes de la fase de grupos en un amistoso en BMO Field contra Ecuador, el partido terminó 2-2. David Edgar fue seleccionado el 6 de junio para reemplazar a Jaković en el equipo de 23 jugadores para el torneo CONCACAF. 

### Participaciones en la Copa de Oro de la Concacaf
| Copa                            | Sede           | Resultado   |
| ------------------------------- | -------------- | ----------- |
| Copa de Oro de la Concacaf 2009 | Estados Unidos | 4° de final |

## Clubes
| Club                             | País           | Año           |
| -------------------------------- | -------------- | ------------- |
| Estrella Roja de Belgrado        | Serbia         | 2008-2009     |
| D.C. United                      | Estados Unidos | 2009-2014     |
| Shimizu S-Pulse                  | Japón          | 2014-2016     |
| New York Cosmos                  | Estados Unidos | 2017          |
| Los Ángeles F.C.                 | Estados Unidos | 2018          |
| Las Vegas Lights FC (A préstamo) | Estados Unidos | 2019          |
| Forge FC                         | Canadá         | 2021-presente |

## Palmarés

### Campeonatos nacionales
| Título                   | Club        | País           | Año  |
| ------------------------ | ----------- | -------------- | ---- |
| Lamar Hunt U.S. Open Cup | D.C. United | Estados Unidos | 2013 |